# Luchtmacht Vrouwenafdeling
De Luchtmacht Vrouwenafdeling (LUVA) werd aanvankelijk opgericht in 1951 als luchtmachtonderdeel van de Nederlandse Koninklijke Landmacht. Toen de oprichting van de Koninklijke Luchtmacht (KLU) in 1953 een feit was, vormde deze afdeling van 1953 tot 1982 een onderdeel van dit krijgsmachtonderdeel, waarin vrouwen vrijwillig ondersteunend werk verrichtten, zodat er zoveel mogelijk mannen beschikbaar waren voor gevechtstaken.

## Kazerne
Opkomstcentrum was Kamp Zeist. In 1953 werd het eerste LUVA-squadron op de voormalige Van Haeftenkazerne (het huidige wooncomplex Van Haeftenpark) in Apeldoorn gevestigd, en dat op de  paleisbrigade na, het gehele complex in beslag nam. De inzet van het squadron betrof: het verrichten administratieve taken, zoals typiste of telexiste bij Luchtmachtstaf in Den Haag, werkzaamheden als plotters op de afdeling Korps Luchtwachtdienst voor het bijhouden van vliegbewegingen van vreemde vliegtuigen, werkzaamheden verrichten bij de Luchtmacht Meteorologische Groep. De opleidingen voor luchtverkeersleidster, waarneemster, telexiste en telefoniste vonden plaats op de kazerne. Op het terrein van deze kazerne waren ook vrouwen gelegerd die onder meer tewerkgesteld waren op het radarcomplex bij Kamp Nieuw-Milligen. 

## Rechten
Ten gevolge van het in 1971 ingaan van toepassing van het Verdrag van New York uit 1953 en het Verdrag van Europa uit 1957, tezamen inhoudende de gelijkberechtiging en de politieke rechten van vrouwen in de krijgsmacht, hebben zij dezelfde mogelijkheden gekregen als hun mannelijke collega's, en veel meer keuzes dan uit de vroegere alleen ondersteunende werkzaamheden; opleidingen in de techniek als onderhoudsmonteur of tot straaljager- of helikopterpiloot behoorden vanaf dan bijvoorbeeld tot de mogelijkheden. 

## Militaire inzet
De Protocollen van Genève (1974-1977) stellen dat ook vrouwelijke militairen de status van combattant hebben en dat zij gerechtigd zijn deel te nemen aan gevechtshandelingen. Daardoor houdt het werk echter ook in dat zij kunnen worden uitgezonden naar oorlogsgebieden.

## Doorstroming
Sinds 1977 kunnen vrouwen een studie volgen aan de KMA en hierdoor doorstromen naar de hogere rangen, zoals commodore bij de KLU. Dat betekent echter wel dat zij bijvoorbeeld op het gebied van sport dezelfde prestaties moeten kunnen leveren als hun mannelijke collega’s, wat fysiek meestal niet mogelijk is. In vergelijking met de ander krijgsmachtdelen is het aantal (opper)officieren relatief hoog.

## Kleinste vrouwenkrijgsmachtonderdeel
De LUVA was qua personeelsbezetting met circa 400 vrouwen het kleinste onderdeel binnen de vrouwenkorpsen. 